# Barbus niokoloensis
Barbus niokoloensis е вид лъчеперка от семейство Шаранови (Cyprinidae). Видът е уязвим и сериозно застрашен от изчезване.

## Разпространение
Разпространен е в Гвинея, Мали и Сенегал.

## Описание
На дължина достигат до 4,7 cm.